# Častinskij rajon
Il Častinskij rajon (in russo Частинский район?) è un municipal'nyj rajon (муниципальный округ) del Territorio di Perm', in Russia; il centro amministrativo è il villaggio di Častye.
A sud e a est confina con il bacino di Votkinsk creato sul fiume Kama.